# JAB Holding
Pour les articles homonymes, voir Jab (homonymie).
JAB Holding (ou  Joh. A. Benckiser) est une entreprise financière gérant les actifs de la famille allemande Reimann. 
Elle détient de nombreuses participations dans de grandes entreprises. 
La famille Reimann est ainsi présente dans les parfums (Coty), la restauration (Pret A Manger, Panera Bread), les produits de luxe (Jimmy Choo) et les détergents (Reckitt Benckiser).

## Histoire
JAB Holding a acquis en décembre 2012 Caribou Coffee pour 340 millions de dollars, et en juillet 2012, Peet's Coffee & Tea pour approximativement un milliard de dollars.
En 2013, D.E. Master Blenders 1753 est racheté par JAB Holding pour 7,5 milliards d’euros. En mai 2014, Douwe Egberts fusionne avec les activités dans le café de Mondelēz International dont la marque Tassimo. Mondelēz acquiert 49 % de la nouvelle entité ainsi que 5 milliards de dollars. La nouvelle entité, dirigée par les cadres dirigeants de Douwe Egberts, prend pour nom Jacobs Douwe Egberts.
En décembre 2015, Keurig Green Mountain fait l'objet d'une offre d'acquisition de 13,9 milliards de dollars par JAB Holding.
En avril 2017, JAB Holding annonce l'acquisition de Panera Bread, une entreprise américaine de restauration, pour 7,2 milliards de dollars.
En juin 2018, JAB Holdings annonce l'acquisition de Pret A Manger, une chaîne de 12 000 employés et 530 points de vente, pour 2 milliards de dollars.
En février 2019, JAB Holdings annonce l'augmentation de sa participation de 40 % à 60 % dans Coty.